# Oded Fehr
Oded Fehr (Hebreeuws: עודד פהר) (Tel Aviv, 23 november 1970) is een Israëlisch acteur.

## Loopbaan
Hij is het bekendst van zijn rol als Ardeth Bay in The Mummy (1999) en het vervolg, The Mummy Returns (2001).
Fehr staat ook bekend om zijn rollen in de films van Resident Evil, namelijk Resident Evil: Apocalypse en Resident Evil: Extinction. Hij speelde ook de rol van Antoine LaConte, een mannelijke prostitué in de comedy Deuce Bigalow: Male Gigolo. Ook in het tweede deel van Deuce Bigalow (Deuce Bigalow: European Gigolo) had Fehr een rol.
Hij sprak de stem in van Doctor Fate in de tekenfilmseries Justice League Unlimited. En hij heeft gespeeld in enkele afleveringen van de televisieserie Charmed, waar hij de rol van Zankou op zich nam.
Zijn (in Duitsland geboren) vader is fysicus en zijn moeder(half Nederlands/Spaans) is leidinggevende bij een kinderdagverblijf. Hij heeft een oudere broer, zus en een jonger halfzusje. Hij heeft lessen gevolgd in de Bristol Old Vic Theatre School in Engeland, na het nemen van een korte cursus drama in Frankfurt am Main (Duitsland). Hij is ook soldaat geweest in de Israëlische marine van 1989 tot 1992 en werkte als beveiligingsspecialist voor de Israëlische luchtmaatschappij El Al in Duitsland.
Oded Fehr is getrouwd met Rhonda Tollefson. Hij heeft haar leren kennen in een operagebouw in Los Angeles en is op 22 december 2000 met haar getrouwd. Ze hebben samen drie kinderen. Zoon Atticus is geboren op 4 januari 2003 en dochter Finley is op 6 februari 2006 geboren. Dochter Azelie is geboren in de zomer van 2010.

## Filmografie

### Films
- 1998 - Kiss of Fire
- 1999 - The Mummy - Ardeth Bay
- 1999 - Deuce Bigalow: Male Gigolo - Antoine LaConte
- 2000 - Texas Rangers - Anton Marsale
- 2000 - Bread and Roses - Als zichzelf - Gast op het feest
- 2001 - The Mummy Returns - Ardeth Bay
- 2004 - Resident Evil: Apocalypse - Carlos Olivera
- 2005 - Dreamer: Inspired by a True Story - Prins Sadir
- 2005 - Deuce Bigalow: European Gigolo - Antoine LaConte
- 2008 - Resident Evil: Extinction - Carlos Olivera
- 2010 - Super Hybrid - Ray
- 2024 - La cocina - Rashid

### Televisiefilms
- 1998 - Killernet – Victor
- 1999 - Cleopatra – Egyptische kapitein
- 2000 - Arabian Nights – Rover nummer 2
- 2005 - Scooby-Doo! in Where's My Mummy? – Amahl Ali Akbar

### Documentaires
- 2004 - Game Over ‘Resident Evil’ Reanimated DTV – als zichzelf
- 2004 - Game Babes DTV – als zichzelf
- 2004 - Corporate Malfeasance DTV – als zichzelf

### Televisieseries
- 1998 - The Knock
- 2001-2002 - UC: Undercover – Frank Donovan
- 2002-2003 - Presidio Med – Dr. Nicholas Kokoris
- 2004 - Charmed – Zankou
- 2005-2006 - Sleeper Cell – Farik
- 2010-2012 - Covert Affairs – Eyal Lavine
- 2013 - NCIS – Ilan Bodnar
- 2017 - Once upon a time - Jafar
- 2017 - How to get away with murder - a.g. Chase
- 2020-2021 - Star Trek: Discovery (seizoen 3) - Admiraal Charles Vance

### Tekenfilmseries
- 2003 - Justice League – Dr. Fate / Kent Nelson
- 2004 - Justice League Unlimited – Dr Fate / Kent Nelson
- 2009-2011 - Batman: The Brave and the Bold - Equinox
- 2011-2013 - Young Justice - L-2 / Ra's al Ghul
- 2012-2013 - Kaijudo: Rise of the Duel Masters - The Choten / Choten handlanger #1 / Country Club bewaker
- 2013 - Ultimate Spider-Man - N'Kantu the Living Mummy
- 2014-2015 - Hulk and the Agents of S.M.A.S.H. - The Living Mummy

### Gastoptredens
- 2005 - American Dad! – Kazim